# Billy McNeill
Billy McNeill, właśc. William McNeill (ur. 2 marca 1940 w Bellshill, zm. 22 kwietnia 2019 w Newton Mearns) – szkocki piłkarz i trener piłkarski. Kapitan Celticu F.C., z którym zdobył Puchar Mistrzów w 1967. Następnie trener m.in. Celticu, Manchesteru City i Aston Villi. Odznaczony Orderem Imperium Brytyjskiego.

## Życiorys

### Kariera piłkarska
Do Celticu trafił 20 sierpnia 1957 roku z Blantyre Victoria FC i spędził w nim całą swoją zawodową karierę. W pierwszej drużynie zadebiutował w wygranym 2:0 meczu z Clyde 23 sierpnia 1958. W trakcie osiemnastu lat gry dla The Bhoys zdobył 9 Mistrzostw Szkocji, 7 Pucharów Szkocji, 6 Pucharów Ligi Szkockiej oraz Puchar Mistrzów. Był pierwszym Brytyjczykiem, który wzniósł Puchar Mistrzów jako kapitan, po wygranym 2:1 meczu finałowym w z Interem Mediolan 25 maja 1967 roku. Mecz ten odbył się na Estádio Naciónal w Lizbonie, a zwycięska drużyna, od miejsca tryumfu, przeszła do historii jako Lizbońskie Lwy. Po meczu McNeill powiedział: „To (zdobycie Pucharu Mistrzów) mogło być dla Szkocji, ale na pewno nie dla Wielkiej Brytanii...to było dla Celticu” Ostatni mecz w karierze rozegrał 3 maja 1975 w finale Pucharu Szkocji, wygranym 3:1 z Airdrieonians.

### Kariera trenerska
Karierę szkoleniowca rozpoczął w Clyde F.C. w kwietniu 1977, by po 2 miesiącach przenieść się do Aberdeen FC. Spędził tam jeden sezon, a następnie podjął pracę w swoim ukochanym Celticu. Pracował z drużyną do roku 1983, po drodze zdobywając z nią 3 mistrzostwa, 1 Puchar Szkocji i 1 Puchar Ligi.
30 czerwca 1983 podpisał kontrakt z angielskim Manchesterem City. Po 2 latach pracy z The Citizens wywalczył awans do Division One. W trzecim roku pracy udało mu się z drużyną utrzymać na najwyższym szczeblu rozgrywek w Anglii. Sezon 1986/1987 rozpoczął jako trener Manchesteru City, jednak już we wrześniu 1986 przeniósł się do Aston Villi. Drużyna zakończyła sezon w strefie spadkowej, a McNeill został jednym z niewielu szkoleniowców, którzy w trakcie jednego sezonu prowadzili dwie drużyny, które spadły z ligi (los Aston Villi podzielił jego poprzedni klub).
W roku 1987 rozpoczął ponowną pracę szkoleniową z Celticiem. Już w pierwszym sezonie zdobył z drużyną dublet (Mistrzostwo i Puchar Szkocji). W następnym roku udało mu się ponownie zdobyć krajowy Puchar i było to jego ostatnie osiągnięcie, zanim w 1991 roku opuścił klub.
W 1998 roku zaliczył epizod jako dyrektor sportowy stołecznego Hibernian, gdzie bezskutecznie próbował zastopować pogarszającą się sytuację finansową klubu. Na krótko został także tymczasowym szkoleniowcem klubu, po zwolnieniu Jima Duffy’ego. Zrezygnował po zakończeniu sezonu 1997/1998.

Jeśli jakiś człowiek był stworzony dla konkretnego klubu, był to Billy McNeill dla Celticu Glasgow. On nigdy tak naprawdę nie pracował tu (w Manchesterze City), ani w Aston Villi. Jego serce zawsze było na Parkhead.

### Późniejsze życie
W 2003 roku bezskutecznie kandydował do Szkockiego Parlamentu z list Scottish Senior Citizens Unity Party.
W 2008 roku otrzymał od Uniwersytetu w Glasgow tytuł doktora honoris causa za wybitne osiągnięcia sportowe oraz godne reprezentowanie szkockiego sportu.
W lipcu 2009 Celtic ogłosił McNeilla ambasadorem klubu, w uznaniu za jego wkład w sukcesy drużyny.